# Christoph Matthäus Pfaff
Christoph Matthäus Pfaff est un théologien protestant allemand, né à Stuttgart en 1686, mort à Giessen en 1760.
Grâce au duc de Wurtemberg, il put visiter les universités d’Allemagne, de Hollande, d’Angleterre (1706-1709), puis accompagna le prince héréditaire Charles-Alexandre en Italie, où il compulsa les bibliothèques et, delà, se rendit en Hollande, puis à Paris, où il continua ses recherches. 
Professeur de théologie (1717), puis doyen et chancelier à l’université de Tubingue, Pfaff devint abbé de Loch (1727), puis successivement membre de l’Académie de Berlin (1731), chancelier de l’université de Giessen (1756) et surintendant général des Églises. Il avait reçu, en 1724, le titre de comte palatin. 
Pfaff possédait un vaste savoir. D’un esprit très-conciliant, il fit d’inutiles tentatives pour réunir les Églises luthérienne et calviniste. 

## Œuvres
Nous mentionnerons, parmi ses nombreux ouvrages : 
- De Evangeliis sub Anastasio imperatore non corruptis (Tubingue, 1717, in-4°) ;
- De liturgiis, missalibus, etc. (Tubingue, 1718);
- De origine juris ecclesiastici (Tubingue, 1719);
- Dissertationes anti-Balianæ tres (Tubingue, 1719) ;
- Institutiones theologicæ, dogmaticæ et morales (Tubingue, 1719), où l’on trouve une tendance rationaliste très-accusée;
- Introductio in historiam theologiæ litterariam (Tubingue, 1720) ;
- Recueil d’écrits tendant à la réunion des Églises protestantes (Halle, 1723, 2 vol. in-4°) ;
- De titulo patriarchæ œcumenici (Tubingue, 1735, in-4°) ;
- De sterconanistis mædii æoi (Tubingue, 1750), etc.

Il a activement collaboré à une nouvelle traduction allemande de la Bible (Tubingue, 1729, in-fol.) et donné quelques éditions d’ouvrages.

## Source
« Christoph Matthäus Pfaff », dans Pierre Larousse, Grand dictionnaire universel du XIXe siècle, Paris, Administration du grand dictionnaire universel, 15 vol., 1863-1890 [détail des éditions].